# Рельсошлифовальный станок
Рельсошлифовальный станок — путевой инструмент для шлифования поверхностей рельсов и элементов стрелочных переводов. Применяется на железнодорожном транспорте при ремонте и текущем содержании железнодорожного пути.

## Типы станков

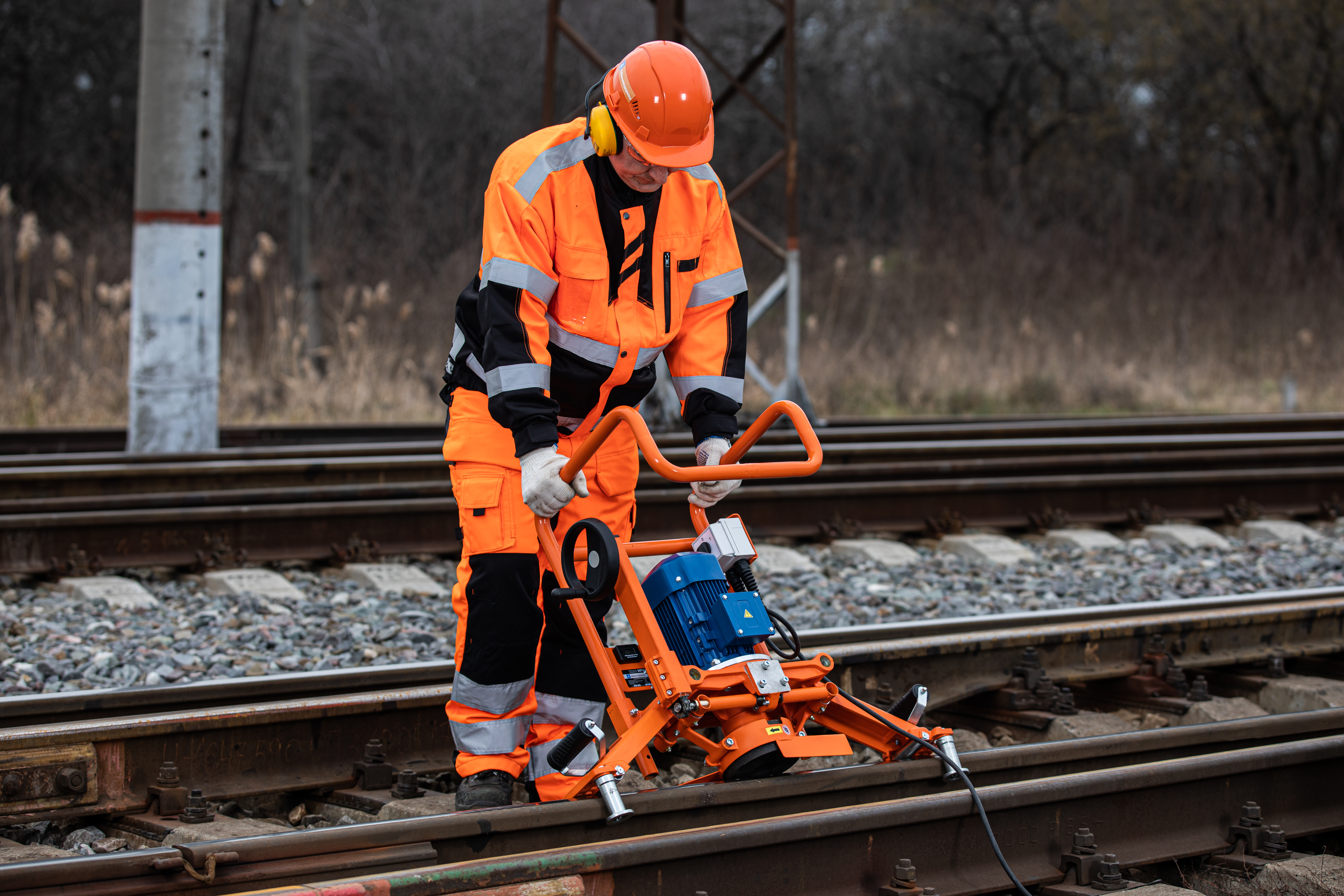
Рельсошлифовальный станок

Рабочий орган рельсошлифовального станка — шлифовальный круг с приводом от электродвигателя или двигателя внутреннего сгорания. Существует несколько разновидностей путевого инструмента, предназначенного для производства определённых видов шлифовальных работ:
- переносные рельсошлифовалки с электроприводом — для зачистки направленных концов рельсов, крестовин и остряков стрелочных переводов
- рельсошлифовалки на тележках с электроприводом рабочего органа — для зачистки боковых накатов (заусенцы) на рельсах всех типов, остряках и крестовинах стрелочных переводов
- катучие рельсошлифовальные станки — для шлифования сварных стыков рельсов
- рельсошлифовальный станок по копиру — для шлифования крестовин

## Технические параметры
В европейских странах и США получили распространение рельсошлифовальные станки с приводом от двигателя внутреннего сгорания.
Наибольшее распространение в России получили переносные станки с удлинённым валом электродвигателя, на который насажен шлифовальный круг.
- мощность электродвигателя — 0,4 кВт
- масса — 9,5 килограмм

Наиболее совершенными являются рельсошлифовальные станки, которые предназначены для выполнения ряда операций:
- шлифования крестовин по копиру
- шлифования наплавленных концов рельсов
- снятия боковых накатов с рельсов и элементов стрелочных переводов

Производительность такого станка — 1,3 крестовины в 1 час. Масса — 110 килограмм.

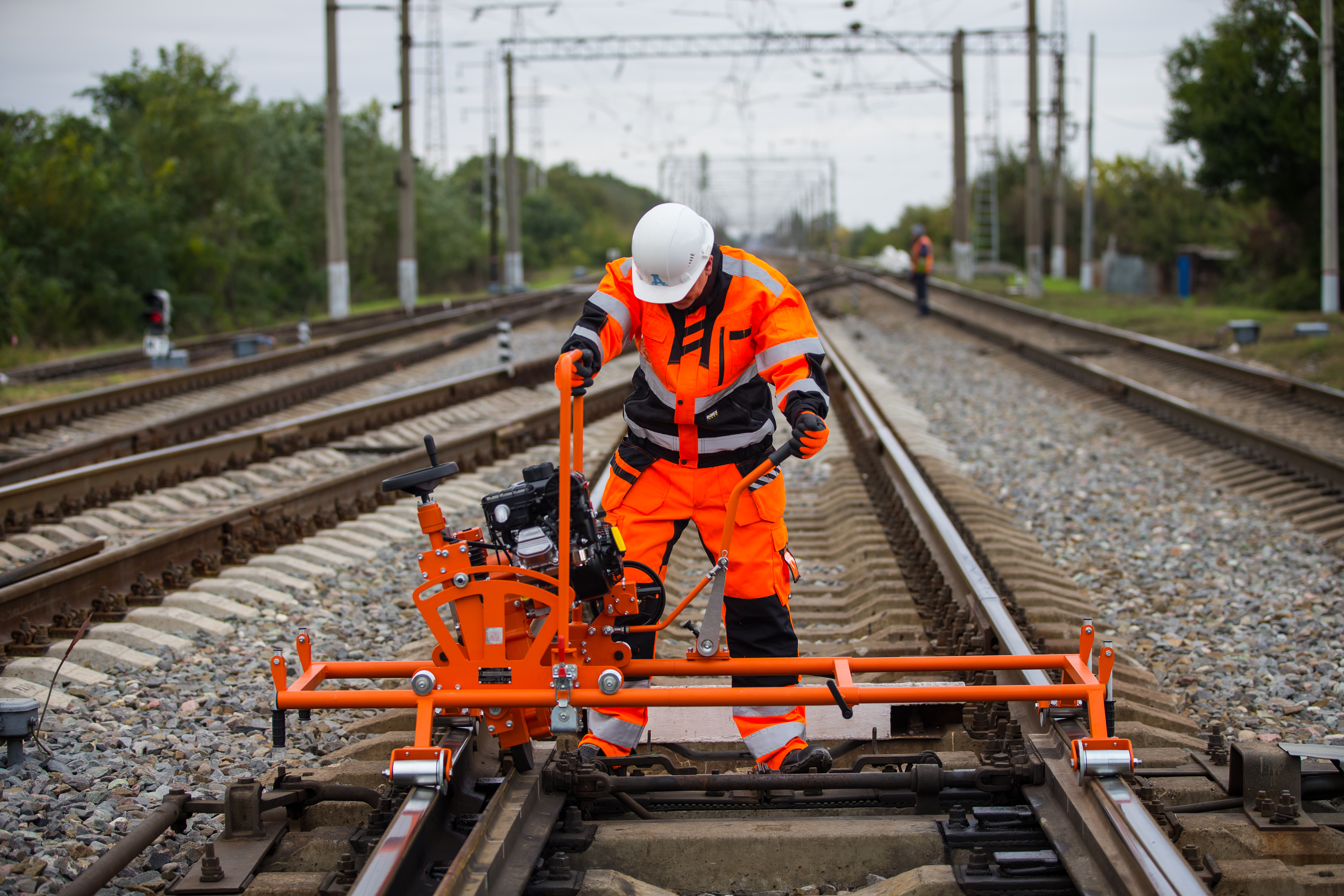
Рельсошлифовальный станок СШ-2 для шлифования сборных и цельнолитых крестовин Р50, Р65 и Р75
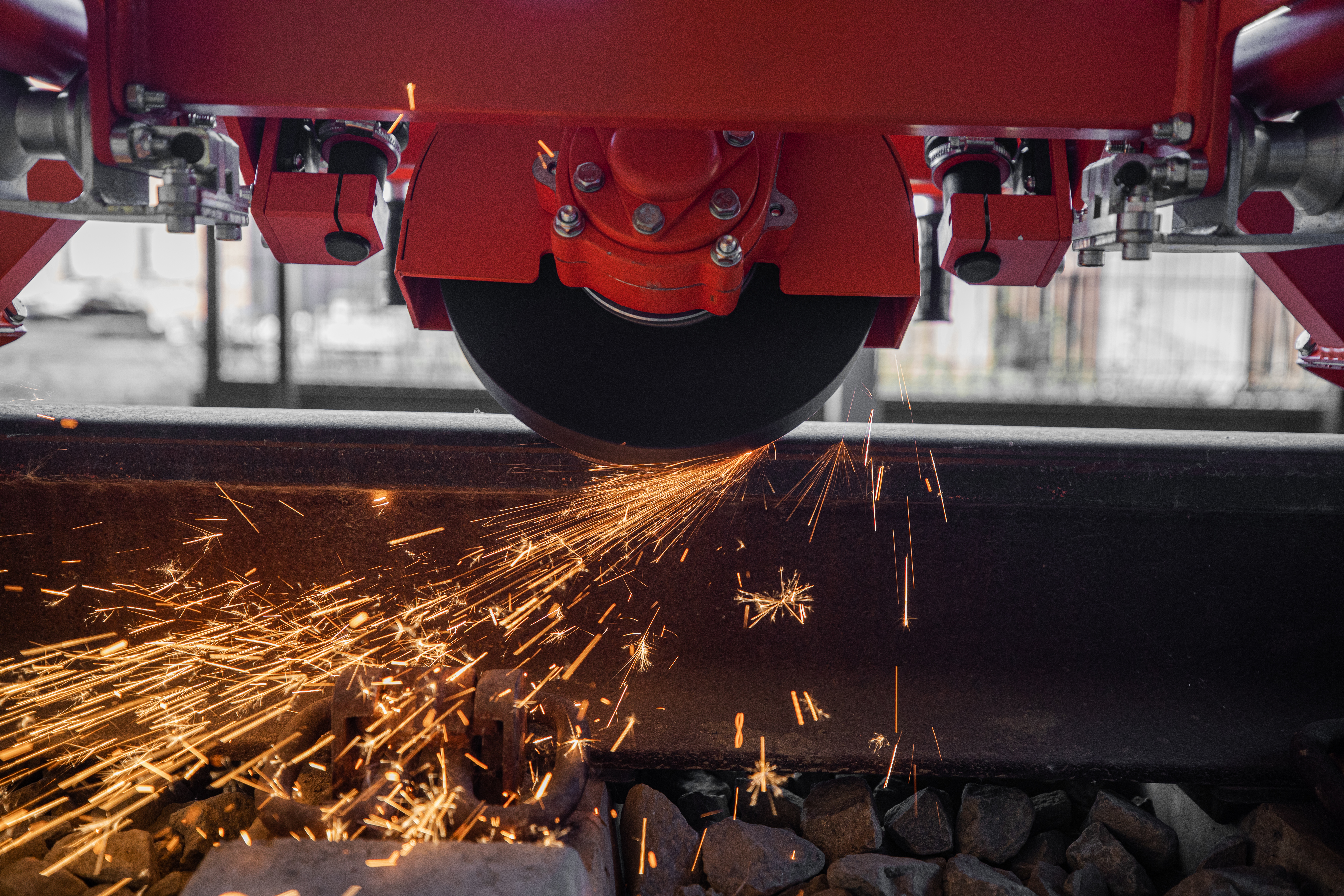
Снятие бокового наката рельса Р-65